# لیگ برتر فوتبال انگلستان ۱۴–۲۰۱۳
لیگ برتر فوتبال انگلستان ۱۴–۲۰۱۳ بیست و دومین دوره لیگ برتر فوتبال انگلستان است که با حضور ۲۰ تیم برگزار شده است.
باشگاه فوتبال منچستر سیتی با ۸۶ امتیاز، باشگاه فوتبال لیورپول با ۸۴ امتیاز و باشگاه فوتبال چلسی با ۸۲ امتیاز مقام‌های اول تا سوم را کسب کردند.

## جدول مسابقات
| رتبه | تیم                              | بازی | برد | مساوی | باخت | گل زده | گل خورده | گل تفاضل | امتیاز | صعود یا سقوط                                               |
| ---- | -------------------------------- | ---- | --- | ----- | ---- | ------ | -------- | -------- | ------ | ---------------------------------------------------------- |
| ۱    | باشگاه فوتبال منچستر سیتی (C)    | ۳۸   | ۲۷  | ۵     | ۶    | ۱۰۲    | ۳۷       | ۶۵+      | ۸۶     | Qualification for the لیگ قهرمانان اروپا ۱۵–۲۰۱۴           |
| ۲    | باشگاه فوتبال لیورپول            | ۳۸   | ۲۶  | ۶     | ۶    | ۱۰۱    | ۵۰       | ۵۱+      | ۸۴     | Qualification for the لیگ قهرمانان اروپا ۱۵–۲۰۱۴           |
| ۳    | باشگاه فوتبال چلسی               | ۳۸   | ۲۵  | ۷     | ۶    | ۷۱     | ۲۷       | ۴۴+      | ۸۲     | Qualification for the لیگ قهرمانان اروپا ۱۵–۲۰۱۴           |
| ۴    | باشگاه فوتبال آرسنال             | ۳۸   | ۲۴  | ۷     | ۷    | ۶۸     | ۴۱       | ۲۷+      | ۷۹     | Qualification for the لیگ قهرمانان اروپا ۱۵–۲۰۱۴           |
| ۵    | باشگاه فوتبال اورتون             | ۳۸   | ۲۱  | ۹     | ۸    | ۶۱     | ۳۹       | ۲۲+      | ۷۲     | Qualification for the Europa League group stage            |
| ۶    | باشگاه فوتبال تاتنهام هاتسپر     | ۳۸   | ۲۱  | ۶     | ۱۱   | ۵۵     | ۵۱       | ۴+       | ۶۹     | Qualification for the Europa League play-off round         |
| ۷    | باشگاه فوتبال منچستر یونایتد     | ۳۸   | ۱۹  | ۷     | ۱۲   | ۶۴     | ۴۳       | ۲۱+      | ۶۴     |                                                            |
| ۸    | باشگاه فوتبال ساوت‌همپتون         | ۳۸   | ۱۵  | ۱۱    | ۱۲   | ۵۴     | ۴۶       | ۸+       | ۵۶     |                                                            |
| ۹    | باشگاه فوتبال استوک سیتی         | ۳۸   | ۱۳  | ۱۱    | ۱۴   | ۴۵     | ۵۲       | ۷−       | ۵۰     |                                                            |
| ۱۰   | باشگاه فوتبال نیوکاسل یونایتد    | ۳۸   | ۱۵  | ۴     | ۱۹   | ۴۳     | ۵۹       | ۱۶−      | ۴۹     |                                                            |
| ۱۱   | باشگاه فوتبال کریستال پالاس      | ۳۸   | ۱۳  | ۶     | ۱۹   | ۳۳     | ۴۸       | ۱۵−      | ۴۵     |                                                            |
| ۱۲   | باشگاه فوتبال سوانزی سیتی        | ۳۸   | ۱۱  | ۹     | ۱۸   | ۵۴     | ۵۴       | ۰        | ۴۲     |                                                            |
| ۱۳   | باشگاه فوتبال وستهام یونایتد     | ۳۸   | ۱۱  | ۷     | ۲۰   | ۴۰     | ۵۱       | ۱۱−      | ۴۰     |                                                            |
| ۱۴   | باشگاه فوتبال ساندرلند           | ۳۸   | ۱۰  | ۸     | ۲۰   | ۴۱     | ۶۰       | ۱۹−      | ۳۸     |                                                            |
| ۱۵   | باشگاه فوتبال استون ویلا         | ۳۸   | ۱۰  | ۸     | ۲۰   | ۳۹     | ۶۱       | ۲۲−      | ۳۸     |                                                            |
| ۱۶   | باشگاه فوتبال هال سیتی           | ۳۸   | ۱۰  | ۷     | ۲۱   | ۳۸     | ۵۳       | ۱۵−      | ۳۷     | Qualification for the Europa League third qualifying round |
| ۱۷   | باشگاه فوتبال وست برومویچ آلبیون | ۳۸   | ۷   | ۱۵    | ۱۶   | ۴۳     | ۵۹       | ۱۶−      | ۳۶     |                                                            |
| ۱۸   | باشگاه فوتبال نوریچ سیتی (R)     | ۳۸   | ۸   | ۹     | ۲۱   | ۲۸     | ۶۲       | ۳۴−      | ۳۳     | Relegation to the Championship                             |
| ۱۹   | باشگاه فوتبال فولام (R)          | ۳۸   | ۹   | ۵     | ۲۴   | ۴۰     | ۸۵       | ۴۵−      | ۳۲     | Relegation to the Championship                             |
| ۲۰   | باشگاه فوتبال کاردیف سیتی (R)    | ۳۸   | ۷   | ۹     | ۲۲   | ۳۲     | ۷۴       | ۴۲−      | ۳۰     | Relegation to the Championship                             |

1. ↑  Since the winners of 2013–14 Football League Cup (باشگاه فوتبال منچستر سیتی) qualified for the Champions League, the spot awarded to them (Europa League play-off round) was passed to the 6th-placed team.
2. ↑  باشگاه فوتبال هال سیتی qualified for the Europa League third qualifying round as runners-up of the 2013–14 FA Cup since winners باشگاه فوتبال آرسنال qualified for Champions League.

## بهترین گلزنان
| رتبه | بازیکن             | باشگاه         | گل |
| ---- | ------------------ | -------------- | -- |
| ۱    | لوییس آلبرتو سوارز | لیورپول        | ۳۱ |
| ۲    | دنیل استاریج       | لیورپول        | ۲۱ |
| ۳    | یحیی توره          | منچستر سیتی    | ۲۰ |
| ۴    | سرخیو آگوئرو       | منچستر سیتی    | ۱۷ |
| ۴    | وین رونی           | منچستر یونایتد | ۱۷ |
| ۶    | ویلفرید بونی       | سوانزی سیتی    | ۱۶ |
| ۶    | ادین ژکو           | منچستر سیتی    | ۱۶ |
| ۶    | اولیویر ژیرو       | آرسنال         | ۱۶ |
| ۹    | روملو لوکاکو       | اورتون         | ۱۵ |
| ۹    | جی رودریگز         | ساوت‌همپتون     | ۱۵ |